# Pilo

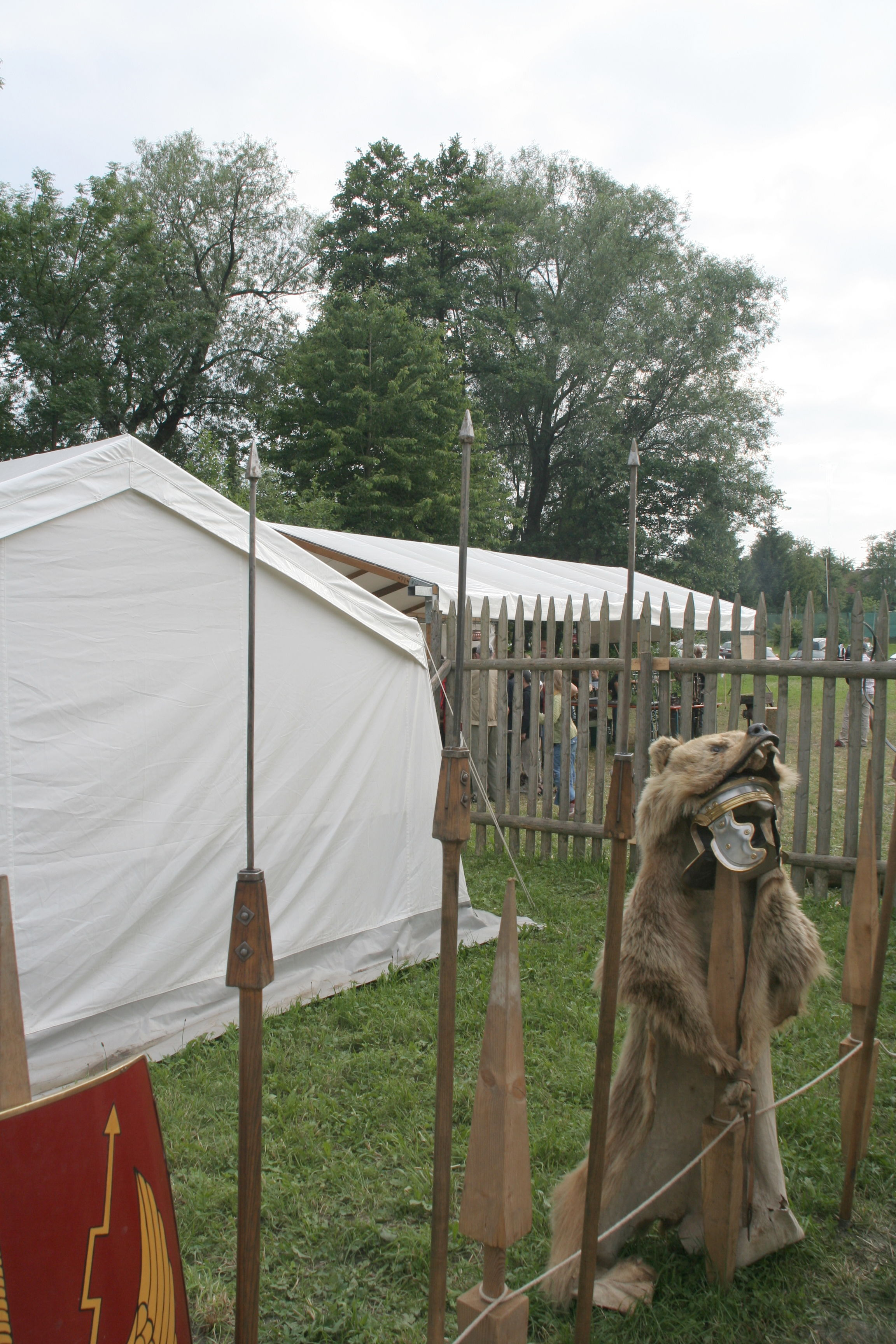
Pilos.

Pilo (em latim: pillum; pl. pilla) era uma das  armas padrão da legião romana. Era uma lança composta de uma parte de ferro, mais fina e pontiaguda, e outra de madeira, maior e mais pesada. Essas duas partes eram unidas de tal maneira que quando o pilo atingisse seu alvo, a junção das duas partes entortaria, e tornaria difícil para, por exemplo, um adversário arrancar a lança se ela tivesse cravado no seu escudo ou para o inimigo tentar reutilizá-la. Ele então seria obrigado a jogar seu escudo fora para ter maior agilidade, e então o exército inimigo teria um soldado sem a devida proteção. Existiram diversos tipos de pilo, sendo os mais comuns aqueles onde o metal encaixava na madeira e outros onde rebites prendiam o metal à haste. Pilos mais resistentes eram utilizados como falanges no lugar se serem lançadas. Esta arma sofreu consideráveis alterações ao longo do extenso período em que foi utilizada.

## História
O pilum pode ter tido origem numa tribo itálica conhecida como Samnitas. A sua origem pode
ter sido influenciada pelas armas celtiberas e etruscas. O pilum pode ter derivado de uma arma celtibera conhecida por falárica. Escavações arqueológicas revelaram o uso de pila em túmulos na cidade etrusca de Tarquinia. Os achados mais antigos de pila são dos povoados etruscos de Vulcos e Talamone. A primeira referência escrita identificada ao pilum provém de As Histórias de Políbio. Segundo Políbio, os soldados romanos mais fortemente armados usavam uma lança chamada hyssoí. Este pode ter sido o pilum. O precursor do pilum foi o hasta. Entretanto, não está claro quando foi substituído pelo pilum. Políbio referiu que foi um importante contribuinte para a vitória romana na Batalha de Telamão em 225 a.C. O uso do pilum foi interrompido pelos militares romanos no século II.